# Tilden (Texas)
Tilden ist eine Stadt im US-Bundesstaat Texas und der Sitz der Countyverwaltung (County Seat) des McMullen Countys. Sie liegt im zentralen Norden des Countys, eine Fahrstunde von San Antonio entfernt. Das U.S. Census Bureau hat bei der Volkszählung 2020 eine Einwohnerzahl von 190 ermittelt.

## Geschichte
Tilden war eine der ersten beiden Siedlungen im McMullen County, als es 1858 an der Einmündung des Leoncita Creek in den Frio River gegründet wurde. Die Siedlung, die zunächst als Rio Frio bekannt war, bestand aus acht bis zehn einfachen Behausungen, in denen im Herbst des Gründungsjahres etwa 30 Menschen lebten. Kurz darauf bauten die Einwohner eine Verbindungsstraße zwischen ihrer Ansiedlung und der alten San Antonio-Laredo Road, die im Westen der Stadt lag. In den frühen 1860er Jahren wuchs die Stadt langsam, und erst im Jahr 1862 baute Levi J. Edwards den ersten Laden der Stadt auf und richtete kurz darauf die erste Kneipe ein. In dieser Zeit wurde auch die erste Schule der Stadt erbaut. In dieser Zeit erlangte die Stadt auch Bekanntheit als die dog town, die „Hundestadt“, der USA. Eine Erklärung für diesen Namen ist die in der Stadt weit verbreitete Geschichte, dass betrunkene Cowboys nach einer wilden Straßenschießerei mehr als 15 getötete Hunde auf der Straße zurückließen. Die andere beliebte Erklärung ist, dass viele Rancher die Hunde für die Aufgaben des Viehs nutzten. Im Jahre 1870 hatte die „Hundestadt“ 190 Bürger und erhielt 1871 ein Postamt.
1871 wurde in der Stadt ein Gerichtshof begründet und der Stadtname offiziell in Colfax geändert. Das Gericht bestand über fünf Monate, wurde dann jedoch aufgelöst, da sich die Bewohner des Bezirks weigerten, von ihm Gebrauch zu machen. Bis 1876 wurden daraufhin alle gesetzlichen Angelegenheiten in Oakville geklärt. 1873 forderte eine Petition, die von 153 Bürgern der Stadt Colfax unterzeichnet worden war, eine Neuorganisation des Countys, was aber erst 1877 geschah. Im Zuge der Reorganisierung wurde Colfax zum Gedenken an den demokratischen Präsidentschaftskandidaten Samuel Tilden in Tilden umbenannt und zum County Seat erklärt.
1876 existierten in der Stadt vier Einkaufsgeschäfte, ein Lebensmittelmarkt, zwei Bars, eine Drogerie und ein Hotel. Als 1879 in Tilden der Fährenbetrieb über den Rio Frio aufgenommen wurde, stieg die Zahl der Besucher weiter an, und viele Menschen, die die San Antonio-Laredo Road befuhren, machten hier Zwischenstation.
Nach dem Bau der ersten Kirche in Tilden 1878 teilten sich zunächst die Methodisten und die Baptisten das Gotteshaus. Bald darauf wurde auch eine katholische Kirche errichtet, und Tilden bekam mit dem McMullen College die erste Hochschule der Stadt, an der unter anderem John Van Epps Covey für einige Zeit lehrte. Während der späten 1880er Jahre und in den frühen 1890ern wurden in der Stadt Camper-Treffen abgehalten. 1884 gab es in der Stadt 250 Häuser, darunter die beiden Kirchen, das College, eine Kunsttischlerei, zwei Drogerien und ein Schmied. Es existierte darüber hinaus noch eine regionale Wochenzeitung, der Tilden Ledger.
1896 war die Bevölkerung Tildens auf 450 Menschen angewachsen und überschritt zu Beginn des nächsten Jahrhunderts bereits die 500-Einwohner-Grenze. 1897 wurde überraschenderweise das McMullen College offiziell aufgelöst. Die Bevölkerungszahl blieb während der 1940er Jahre konstant bei einer Zahl von 500, und 1947 gab es zehn Geschäfte in der Stadt. Nach dem Stand von 2000 hat die Stadt ca. 600 Einwohner.